# Minarquisme
El minarquisme (també conegut com a estatisme mínim) és una filosofia política capitalista llibertària. En el sentit més estricte, sosté que l'Estat és necessari i que la seva única funció legítima és la protecció de les persones contra l'agressió, el robatori, l'incompliment del contracte i el frau, i que les úniques institucions governamentals legítimes són els militars, la policia i els tribunals. En el sentit més ampli, també inclou els departaments de bombers, les presons, l'executiu i les legislatures com a funcions legítimes del govern.
Aquests estats s’anomenen generalment estats de vigilants nocturns.
Els minarquistes argumenten que l'Estat no té cap autoritat per utilitzar el seu monopoli de la força per interferir en les transaccions lliures entre persones i consideren que l'única responsabilitat de l'Estat és garantir que els contractes entre particulars i propietats estiguin protegits, mitjançant un sistema de tribunals judicials i d'aplicació. Els minarquistes generalment creuen que és probable que un enfocament del laissez-faire de l'economia condueixi a la prosperitat econòmica.

## Ideologia
Alguns minarquistes justifiquen l'Estat al considerar que és la conseqüència lògica d'adherir-se al principi de no agressió. Alguns argumenten que un estat és inevitable. Alguns minarquistes argumenten que l'anarquisme és immoral perquè implica que el principi de no-agressió és opcional, perquè l'aplicació de les lleis sota l'anarquisme està oberta a la competència. Una altra justificació comuna és que les empreses privades de defensa i judicials tendeixen a mostrar parcialitat, que representa desigualment els interessos dels clients que paguen. Robert Nozick a Anarchy, State i Utopia va argumentar que un estat de vigilància nocturna proporciona un marc que permet qualsevol sistema polític que respecti els drets individuals fonamentals.
El tema de la fiscalitat està polaritzant entre els minarquistes. Alguns minarquistes recolzen els impostos en principi o consideren que és un mal necessari per abordar el problema del polissó, mentre que d'altres creuen que és moralment incorrecte. Ayn Rand és coneguda per la seva oposició a la fiscalitat, tot i que també sostenia que l'eliminació de la imposició en una societat s'hauria de produir gradualment. Un altre tema polaritzador entre els minarquistes és si els ciutadans haurien de pagar al govern per fer complir els seus contractes.
Dins del minarquisme hi ha posicions que defensen que una xarxa d'infraestructures també hauria d'entrar dins dels mínims establerts, tot i que hi ha qui opina que es més just deixar la construcció d'aquesta en mans del sector privat per a que si un ciutadà escull lliurement no utilitzar la via publica, no se l'obligui a contribuir-hi econòmicament.

## Objectivisme
La filosofia d'Ayn Rand, Objectivisme, dona suport a l'establiment d'un estat minarquista responsable d'un sistema judicial, policial i militar.
L'objectivisme considera el govern com "el mitjà per situar l'ús de represàlies de la força física sota control objectiu, és a dir, sota lleis definides objectivament;" per tant, el govern és legítim i té una importància crítica per protegir els drets individuals. Rand es va oposar a l'anomenat "anarquisme racional", perquè veia posar al mercat policia i tribunals com un error de justícia inherent. L'objectivisme sosté que les funcions adequades d'un govern són "la policia, protegir els homes dels delinqüents —els serveis armats, protegir els homes dels invasors estrangers», els tribunals judicials, resoldre les disputes entre homes segons les lleis objectivament definides ", l'executiu i legislatures. A més, en la protecció dels drets individuals, el govern actua com a agent dels seus ciutadans i "no té drets excepte els drets que li deleguen els ciutadans" i ha d'actuar de manera imparcial segons lleis específiques i objectivament definides.

## Etimologia
Samuel Edward Konkin III, un agorista, va encunyar el terme minarquisme el 1971 per descriure llibertaris que defensen alguna forma de govern obligatori. Konkin va inventar el terme minarquisme com a alternativa a la molesta frase llibertarisme de govern limitat Aparentment es forma com min (imal) + -arquia (govern) + -isme (sistema) - "sistema de govern mínim".

## Criticisme
Els anarco-capitalistes argumenten generalment que el govern viola el principi de no agressió per la seva naturalesa perquè els governs fan servir la força contra aquells que no han robat propietats privades, han vandalitzat propietats privades, han agredit ningú o han comès fraus. Molts també argumenten que els monopolis solen ser corruptes i ineficients
Murray Rothbard va argumentar que tots els serveis governamentals, inclosa la defensa, són ineficients perquè no tenen un mecanisme de preus basat en el mercat regulat per les decisions voluntàries dels consumidors que adquireixin serveis que compleixin les seves necessitats de màxima prioritat i pels inversors que busquen les empreses més rendibles on invertir. Per tant, el monopoli de l'Estat sobre l'ús de la força és una violació dels drets naturals. Va escriure: "La funció de defensa és la que l'Estat reserva amb més gelosia. És vital per a l'existència de l'Estat, ja que del seu monopoli de la força depèn la seva capacitat per extreure impostos dels ciutadans. Si es permetés als ciutadans propietat privada jutjats i exèrcits, llavors posseirien els mitjans per defensar-se dels actes invasius del govern i de particulars. " En el seu llibre Power and Market, argumentava que els estats minarquistes geogràficament grans són indiferents a un govern del monopoli mundial minarquista. Rothbard va escriure que els governs no eren inevitables, i va assenyalar que sovint els aristòcrates trigaven centenars d'anys a establir un estat fora de l'anarquia. També va argumentar que si un estat mínim permet als individus separar-se lliurement de la jurisdicció actual per unir-se a una jurisdicció competidora, no constitueix per definició un estat.
Els anarquistes argumenten generalment que les empreses privades de defensa i judicials haurien de tenir una bona reputació per mantenir-se en el negoci. A més, Linda i Morris Tannehill argumenten que no es pot produir cap monopoli coercitiu de la força en un mercat lliure i que la ciutadania d'un govern no els pugui abandonar en favor d'una agència de protecció i defensa competent.
Els defensors d'un estat econòmicament intervencionista argumenten que és millor avaluar els mèrits de la intervenció del govern cas per cas per fer front a les recessions (vegeu l'intervencionisme econòmic) o les amenaces existencials.
Els social-liberals i els socialdemòcrates argumenten que un govern hauria d'apropiar-se de la riquesa privada per garantir l'atenció a persones desfavorides o dependents com nens, ancians, discapacitats físics i psíquics, immigrants, persones sense llar, pobres, aturats, cuidadors, o grups minoritaris victimitzats.
Els conservadors socials argumenten que l'Estat hauria de mantenir una perspectiva moral i legislar contra un comportament considerat culturalment destructiu o immoral; que, de fet, l'Estat no pot sobreviure si els seus ciutadans no tenen un cert tipus de caràcter, integritat i virtut cívica, i per tant, ignorar el paper de l'Estat en la formació de les disposicions ètiques de les persones pot ser desastrós.